# 剛果異唇鱨
剛果異唇鱨，為輻鰭魚綱鯰形目倒立鯰科異唇鱨屬的其中一種，該物種主要分布於非洲剛果河流域，為刚果民主共和国的特有種，體長可達9.5公分。